# Meti Pomposià
Meti Pomposià (llatí: Mettius Pomposianus) va ser un senador romà. Formava part de la gens Mètia, originaris d'Alba Longa.
Vivia en temps de l'emperador Vespasià que el va nomenar cònsol. S'havia dit que Meti tenia ascendència reial.
Més tard, en temps de Domicià, Pomposià va ser desterrat i finalment l'emperador el va fer matar.